# Omphake
Omphàke (Ὀμφάκη) era una città sicana citata da Stefano di Bisanzio, il quale cita il racconto che ne fa Filisto, nel libro IV della sua opera Sikelikà. I suoi abitanti si chiamano Omfacei (Ὀμφακαῖοι). Il suo nome deriva dal greco ὄμφαξ che vuol dire uva acerba, probabilmente per la presenza di viti selvatiche nella zona.
Pausania nella sua Periegesi sulla Grecia ci svela che la città fu occupata da Antifemo, fondatore di Gela, quindi divenne una sub-colonia della chora geloa. Antifemo saccheggiò la città e sottrasse un άγαλμα (statuetta) e xoana (cioè statue di divinità) creati dall'architetto e scultore Dedalo.
Grazie a un frammento ritrovato attribuito all'opera storiografica di Filisto, sappiamo che i mercenari siracusani, dopo la caduta di Trasibulo e l'instaurazione della democrazia a Siracusa, la usarono come avamposto contro Gela, nel 465 a.C.
La sua collocazione è incerta; Orsi la collocò presso Monte San Mauro (Caltagirone). Grazie a studi recenti (Orlandini) la città è stata individuata nel sito dell'odierna Butera, che si trova appunto a nord di Gela, nella quale rilevanti e cospicui ritrovamenti archeologici sembrerebbero confermare questa ipotesi.